# Palazzo Coccina Giunti Foscarini Giovannelli

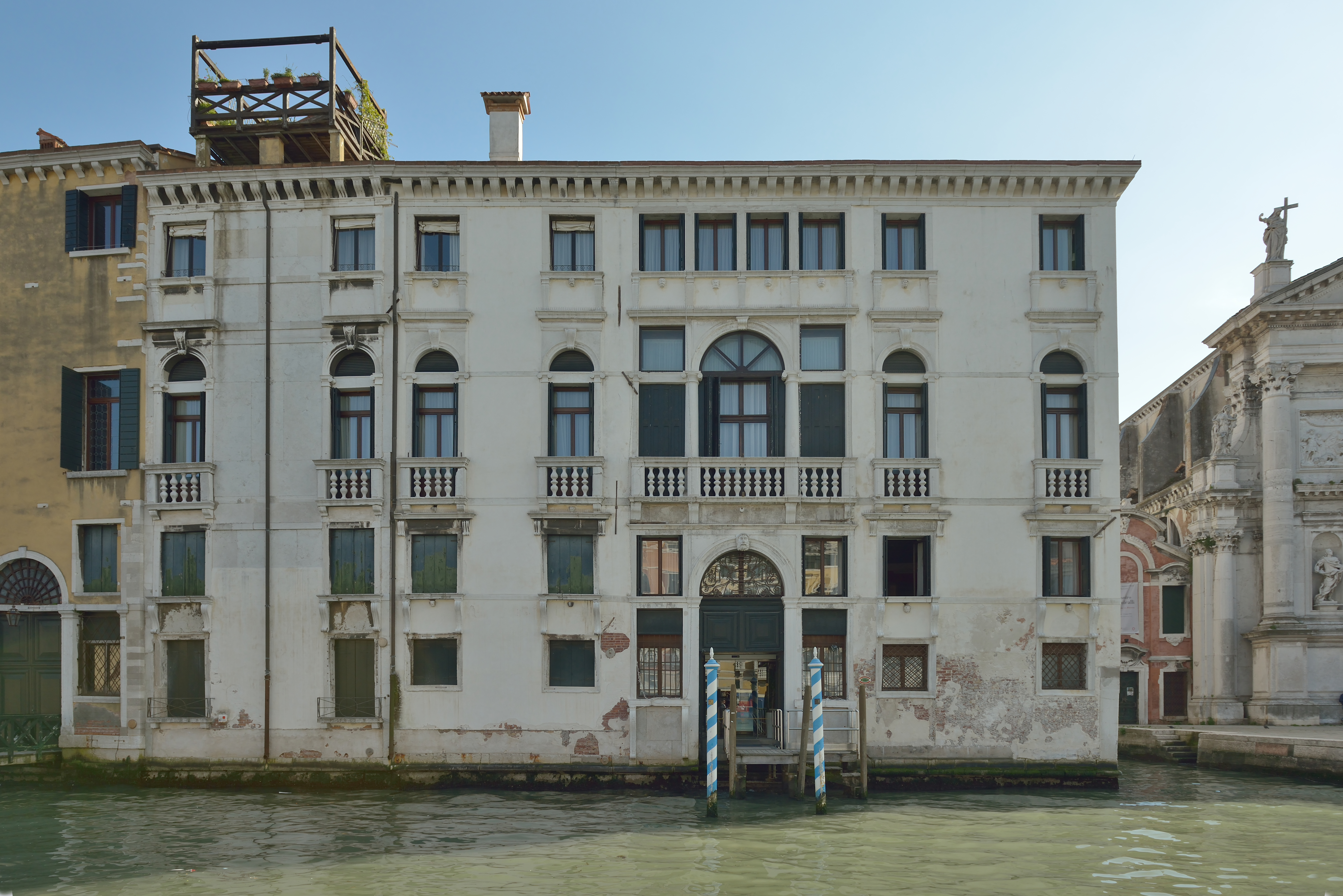
Palazzo Coccina Giunti Foscarini Giovannelli: Fassade zum Canal Grande, rechts noch ein Stück der Außenfassade von San Stae

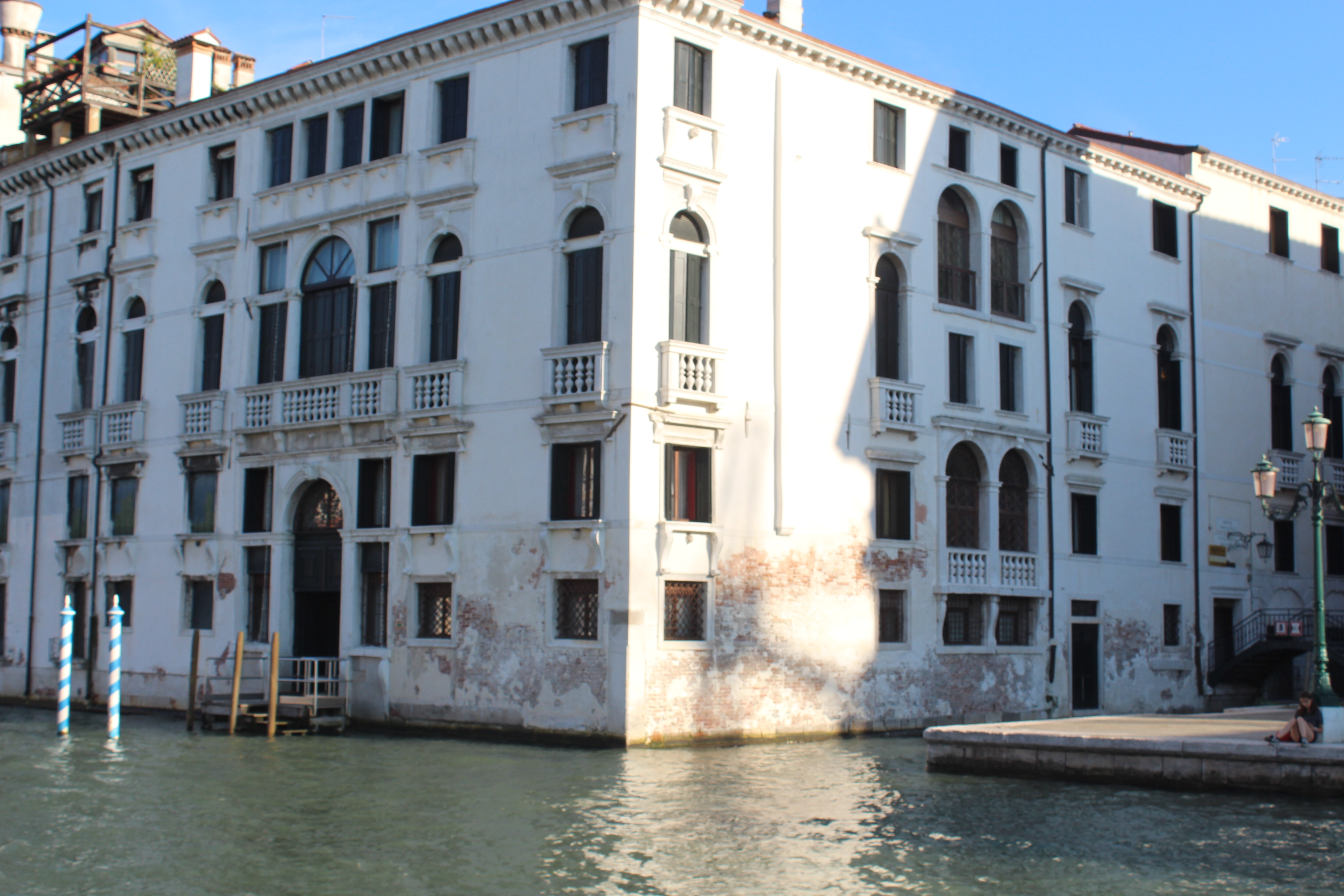
Haupt- und Seitenfassade des Palastes

Palazzo Coccina Giunti Foscarini Giovannelli ist ein Palast in Venedig in der italienischen Region Venetien. Er liegt im Sestiere Santa Croce mit Blick zum Canal Grande zwischen der Kirche San Stae und der Ca’ Pesaro an der Einmündung des Rio della Rioda.

## Geschichte
Der Renaissancepalast wurde Mitte des 16. Jahrhunderts für die Familie Coccina errichtet, gelangte aber bald danach in den Besitz von Tommaso Giunti, der aus Florenz stammte. Dieser hatte zwei Töchter, die er an ein Brüderpaar, Nicolò und Renier Foscarini, verheiratete. Er hinterließ seine Besitzungen, einschließlich des Palastes, der Familie Foscarini.
Der große, schöne Palast beherbergte oft illustre Gäste der Lagunenstadt: 1709 bewirtete Sebastiano Foscarini, der damalige Procurator von San Marco, König Friedrich IV. von Dänemark und Norwegen und richtete ein rauschendes Fest für ihn aus. 1755 wurde der Palast an die Giovannelli vermietet.
Heute dient ein Teil des Palastes als Hotel, ein anderer ist in Eigentumswohnungen aufgeteilt.

## Beschreibung
Das vierstöckige Gebäude zeigt eine Fassade zum Canal Grande, die durch einen Anbau auf der linken Seite asymmetrisch ist. Im Grunde besteht der Palast aus zwei Gebäudeteilen, die in sich wiederum symmetrisch sind. Beide Teile haben ein Erdgeschoss, ein Zwischengeschoss darüber, ein Haupt- und ein Zwischengeschoss unter dem Dach. Die Elemente der verputzten und weiß gestrichenen Fassade entsprechen einander in den einzelnen Stockwerken.
Der rechte, größere Gebäudeteil hat in seiner Mitte im Erdgeschoss ein großes Rundbogenportal zum Wasser, flankiert von zwei rechteckigen Fenstern und zwei Paaren quadratischer Fenster. Im Zwischengeschoss darüber flankieren je drei rechteckige Fenster auf jeder Seite das Portal. Das Hauptgeschoss hat in der Mitte ein großes venezianisches Fenster, versehen mit einem vorspringenden Balkon. Auf beiden Seiten wird dieses von zwei Paaren einzelner Rundbogenfenster, ebenfalls versehen mit vorspringenden Balkonen, flankiert. Das Zwischengeschoss unter dem Dach zeigt über dem venezianischen Fenster des Hauptgeschosses ein rechteckiges Vierfachfenster, flankiert von zwei Paaren einzelner, rechteckiger Fenster. Alle diese Fenster sind mit Brüstungen aus Halbsäulen unterbaut. Nach oben schließt die Fassade mit einer gezahnten Dachtraufe ab.
Der linke, kleinere Gebäudeteil hat zwei einzelne Fenster pro Stockwerk, die möglichst weit von der Mittelachse entfernt sind. Entsprechend den Vorgaben des rechten Gebäudeteils sind dies im Erdgeschoss und dem darüber liegenden Zwischengeschoss einfache, rechteckige Fenster, im Hauptgeschoss Rundbogenfenster mit vorspringendem Balkon und im Zwischengeschoss unter dem Dach Rechteckfenster mit Brüstungen aus Halbsäulen. Auf dem Dach des linken Gebäudeteils ist mittig eine Holzterrasse aufgebaut.
Die asymmetrische Seitenfassade zum Rio della Rioda und der Kirche San Stae hin ist ähnlich der Hauptfassade gestaltet. Die Rückfassade ist mit mythologischen Fresken versehen.